# Rotterdamsche Voetbalbond
De Rotterdamsche Voetbalbond was een regionale voetbalbond in Nederland.

## Geschiedenis
Bij de oprichting op 21 november 1894 bestond de competitie uit elftallen van de clubs Excelsior, Leonidas, Neptunes, Kralingen, Celeritas en de tweede elftallen van Sparta en Rapiditas. In 1996 werden alle onderbonden opgeheven door een herstructurering bij de KNVB.

## RCVB
Naast de Rotterdamsche Voetbalbond werd in 1923 de Rotterdamsche Christelijke Voetbalbond opgericht. Voetbal werd gespeeld op zondag, echter wilde sommige mensen vanwege geloofsovertuigingen niet op zondag spelen, maar op zaterdag. De NVB, waar de Rotterdamsche Voetbalbond lid van was, keurde dit niet goed. Hierdoor werd er besloten tot oprichting van de RCVB. Bij deze bond mocht wel op zaterdag gespeeld worden.